# Chlorocoma neptunus
Chlorocoma neptunus là một loài bướm đêm trong họ Geometridae.